# D̦
Cette page contient des caractères spéciaux ou non latins. S’ils s’affichent mal (▯, ?, etc.), consultez la page d’aide Unicode.
Lettres similaires: Ḑ·ḑ
D̦ (minuscule : d̦), appelé D virgule souscrite, était un graphème utilisé dans l'écriture du roumain ou du nénètse. Il s'agit de la lettre D diacritée d'une virgule souscrite.
Il est utilisé en live, mais dans la pratique les caractères codés pour D cédille sont utilisés pour le représenter pour des raisons techniques historiques. Ce dernier a sa cédille remplacée par une virgule souscrite dans plusieurs fontes adaptées au live.

## Utilisation

### Latgalien
Le D virgule souscrite a été utilisé dans une grammaire du latgalien de 1928.

### Nénètse
En nénètse, le D virgule souscrite ‹ D̦ › était utilisé dans l’alphabet latin de 1931 pour représenter la consonne occlusive alvéolaire voisée palatalisée : /dʲ/.

### Roumain
En roumain, le D virgule souscrite ‹ D̦ › a été utilisé au XIXe siècle dans l’alphabet de transition (lorsque la langue est passée de l’alphabet cyrillique à l’alphabet latin), ou est encore parfois utilisé. Le D cédille ‹ Ḑ › est parfois utilisé par substitution lorsque le D virgule souscrite n'est pas disponible. Il transcrit la lettre cyrillique ‹ ѕ ›, aujourd’hui écrit ‹ dz › avec l’alphabet latin, représentant le phonème /d͡z/.

## Représentations informatiques
Le D virgule souscrite peut être représenté avec les caractères Unicode (latin de base, diacritiques) suivants :
| formes    | représentations | chaînes de caractères | points de code | descriptions                                            |
| --------- | --------------- | --------------------- | -------------- | ------------------------------------------------------- |
| capitale  | D̦               | D◌̦                    | U+0044 U+0326  | lettre majuscule latine d diacritique virgule souscrite |
| minuscule | d̦               | d◌̦                    | U+0064 U+0326  | lettre minuscule latine d diacritique virgule souscrite |

Pour le live, dans la pratique, D virgule souscrite peut être représenté avec les caractères Unicode représentant aussi le D cédille ‹ ḑ › avec les fontes adaptées.